# دون كوكبورن
دون كوكبورن (بالإنجليزية: Don Cockburn)‏ هو صحفي أيرلندي، ولد في 13 مارس 1930 في دبلن في جمهورية أيرلندا، وتوفي في 5 سبتمبر 2017.